# Somme-Leuze
Somme-Leuze är en kommun i Belgien.   Den ligger i provinsen Namur och regionen Vallonien, i den sydöstra delen av landet, 90 km sydost om huvudstaden Bryssel. Antalet invånare är 4 913.
I omgivningarna runt Somme-Leuze växer i huvudsak blandskog. Runt Somme-Leuze är det ganska tätbefolkat, med 139 invånare per kvadratkilometer.